# Bruebach
Bruebach là một xã thuộc tỉnh Haut-Rhin trong vùng Grand Est, đồng bắc Pháp. Xã này có diện tích 7,01 km², dân số năm 1999 là 1052 người. Khu vực này có độ cao trung bình 320 mét trên mực nước biển.